# Jussi Pekka Kasurinen

Jussi Pekka Kasurinen, nació en Savonlinna, Finlandia, en 1982, es un escritor finlandés e investigador postdoctoral, se graduó como maestro en ciencias (de ingeniería) de la Universidad Politécnica de Lappeenranta (LUT) en el 2007 y terminó su doctorado en filosofía en la misma casa de estudios en el 2011. Jussi cuenta con un total de 42 publicaciones científicas y ha sido referenciado en más de 300 publicaciones alrededor del mundo.

## Aspectos destacados
Kasurinen hizo su tesis de maestría sobre la enseñanza, titulada: Siirtyminen C-kielestä Pythoniin ohjelmoinnin perusopetuksessa (2007) ( Cambiar de lenguaje C a Python en cursos de programación introductoria). En su educación de postgrado se centró en pruebas de software y el título de su tesis doctoral fue Software Test Process Development (2011). 
Además de investigar sobre enseñanza universitaria y pruebas de software, Kasurinen también ha realizado investigaciones sobre videojuegos. Durante el periodo 2014 - 2016, él ha dirigido el grupo de SOCES investigación dedicado a la investigación de videojuegos en LUT. También ha supervisado varias tesis y enseñado desarrollo de juegos en varios niveles educativos a partir del preescolar. 
Jussi Kasurinen trabajó en la Universidad Politécnica de Lappeenranta de 2006 a 2017 como investigador postdoctoral. En 2017 fue nombrado director de investigación en la Universidad de Ciencias Aplicadas del Sureste Finlandés (XAMP).

## Reconocimientos
Kasurinen ha sido galardonado como mejor catedrático universitario dos veces en la  Universidad Politécnica de Lappeenranta. Dicho premio es otorgado por el sindicato estudiantil de la universidad (LTKY). La primera vez que Kasurinen ganó el premio en 2008 fue gracias al uso materiales didácticos en la clase de Fundamentos de Programación (en Python) y la segunda en 2015 fue con el curso de desarrollo de videojuegos.
Adicionalmente, Jussi Kasurinen ha ganado el concurso de artículos científicos en la conferencia de Sistemas y Tecnologías de la Computación en 2016 con su artículo "Games as Software – Similarities and Differences between the Implementation Projects" (Juegos como Software - Semejanzas y Diferencias entre los Proyectos de Implementación).
Actualmente él es miembro del consejo directivo y también presidente del foro de investigación de FISMA.

## Actividades no académicas
Kasurinen ha escrito varios libros y artículos con la meta de popularizar la ciencia en revistas de informática, como Skrolli.  El utiliza su nombre completo al escribir libros para que no se confunda con otro Jussi Kasurinen que también es escritor. Él es también actor y productor de cine, sus trabajos más notables en la industria cinematográfica son: Iron Sky: The coming race (2018) y Infirmity (2016). El número de Erdős–Bacon de Jussi es 8.

## Libros y otras publicaciones
La lista completa de publicaciones de Jussi Kasurinen puede ser encontrada en su perfil de Google schoolar. Algunas de sus publicaciones incluyen:
- Kasurinen, Jussi. Outoa ohjelmointia (Weird programming), publiser Docendo Oy, 192 pages, 2016, ISBN 978-952-291-244-2
- Kasurinen, Jussi. Ohjelmistotestauksen käsikirja (Guidebook to Software Testing), publisher Docendo Oy, 240 pages, 2013. ISBN 978-952-5912-99-9
- Kasurinen, Jussi. Ruby on Rails-ohjelmointi (Programming with Ruby on Rails), publisher Docendo/WSOYPro Oy, 260 pages, 2011. ISBN 978-951-0-37139-8
- Kasurinen, Jussi. Python 3-ohjelmointi (Introduction to Python 3 Programming), publisher Docendo/WSOYPro Oy, 255 pages, 2009. ISBN 978-951-0-35273-1
- Kasurinen, Jussi. Python 3 programming (e-book), 180 pages, 2010. Published by Viope Oy as a part of Python 3 programming course. Available at Viope web store.
- Python – ohjelmointiopas (Python – programming manual), Lappeenranta University of Technology, 167 pages,  2007. ISBN 978-952-214-440-9